# Кальдера-дель-Атуель
Кальдера-дель-Атуель — вулкан, розташований в аргентинській провінції Мендоса.
Кальдера-дель-Атуель — кальдера, вищою точкою якої є стратовулкан Соснеадо, висотою 5189 м. Знаходиться на східному краю хребта Головна Кордильєра в західній Аргентині, недалеко від кордону з Чилі. Діаметр кальдери 30x45 км завширшки. Кальдера всіяна 15 вулканічними куполами, що складаються з дацитів, і 25 стратовулканами та шлаковими конусами, які складаються з андезитів і базальтів. Велика частина вулканічного рельєфу має молодий вік і виник в сучасний період. Багато піків вулканів покриті снігом. Вулканічна діяльність не зафіксована і зараз відсутня.

## Ресурси Інтернету
- Вулкан Кальдера-дель-Атуель. Global Volcanism Program. Смітсонівський інститут. (англ.)

## Виноски
1. ↑  Вулкан Кальдера-дель-Атуэль. Global Volcanism Program. Смітсонівський інститут. Процитовано 14 серпня 2012. (англ.)